# Буль, Марселлен
Марселле́н Буль (фр. Marcellin Boule; 1 января 1861, Монсальви (Канталь) — 4 июля 1942, там же) — французский палеоантрополог, палеонтолог и геолог, научный писатель, известный изучением неандертальцев и представивший свой вариант реконструкции внешнего облика неандертальца.
В 1883 году получил степень по естественным и физическим наукам. Работал преподавателем в Коллеж де Франс, в 1887 году стал сотрудником (впоследствии профессором) Национального музея естественной истории. В 1892 году получил степень доктора, с 1893 по 1940 год был директором Института палеонтологии человека, с 1902 по 1936 год одновременно возглавлял отдел палеонтологии в музее естественной истории. Опубликовал первое научное описание обнаруженного в Ла-Шапель-о-Сен в 1908 году почти полного скелета неандертальца. В своей работе палеонтолога активно использовал методы стратиграфии. С 1915 года был одним из главных оппонентов теории о подлинности останков Пилтдаунского человека. В 1933 году получил медаль Волластона.
Оставил целый ряд работ по общей палеонтологии и геологии. Главные работы:
- Материалы по истории четвертичного периода (Matériaux pour l’histoire des temps quaternaires, в соавторстве с Жаном Альбером Годри, 1888—1892)
- Геология и палеонтология Мадагаскара (Géologie et paléontologie de Madagascar, 1901)
- Большие кошки четвертичного периода (Les grands chats quaternaires}, 1905)
- Последние вулканы Франции (L’âge des derniers volcans de la France, 1906)
- Ископаемый человек из Шапель-о-Сен, Коррез (L’homme fossile de la Chapelle-aux-Saints, Corrèze, 1908 — описание скелета неандертальца)
- Ископаемые люди (Les hommes fossiles, 1921).